# HAT-P-33
Désignations
HAT-P-33 (2MASS J07324421+335006, GSC 2461-00988) est une étoile autour de laquelle tourne l'exoplanète HAT-P-33 b. Elle est distante d'environ ∼ 1 310 a.l. (∼ 402 pc) de la Terre et elle s'éloigne du système solaire à une vitesse radiale de +23 km/s.

## Système planétaire
| Planète    | Masse | Demi-grand axe (ua) | Période orbitale (jours) | Excentricité  | Inclinaison | Rayon          |
| ---------- | ----- | ------------------- | ------------------------ | ------------- | ----------- | -------------- |
| HAT-P-33 b | —     | 0,050 3 ± 0,001 1   | 3,474 474 ± 0,000 001    | 0,148 ± 0,081 | 86,7 ± 1,2° | 1,90 ± 0,23 RJ |